# Política do município de São Paulo
A política do município de São Paulo, dado que a cidade possui posição de destaque na economia brasileira, tradicionalmente envolve interesses bastante diversos, não raro ligados a grupos sociais e políticos externos ao município. As decisões políticas que aí ocorrem costumam apresentar consequências em regiões alheias à cidade: visto que pela cidade circula grande parte dos capitais em fluxo no país, por exemplo, leis municipais envolvendo taxações diversas fatalmente acarretarão alterações econômicas em regiões distantes.
Desta forma, a configuração política do município é considerada bastante complexa, composta por grupos e forças sociopolíticas de caracterização bastante variada no espectro político. Muitos dos principais políticos do país são paulistanos, assim como vários dos maiores partidos políticos brasileiros possuem líderes importantes em São Paulo. Porém, são comuns ao longo da história política de São Paulo fenômenos essencialmente bairristas, exemplificados por políticos que possuem uma base de apoio restrita ao microcosmos paulistano. Dois exemplos típicos deste tipo de acontecimento político são os ex-prefeitos Adhemar de Barros e Paulo Maluf.[carece de fontes?]

## Município de São Paulo

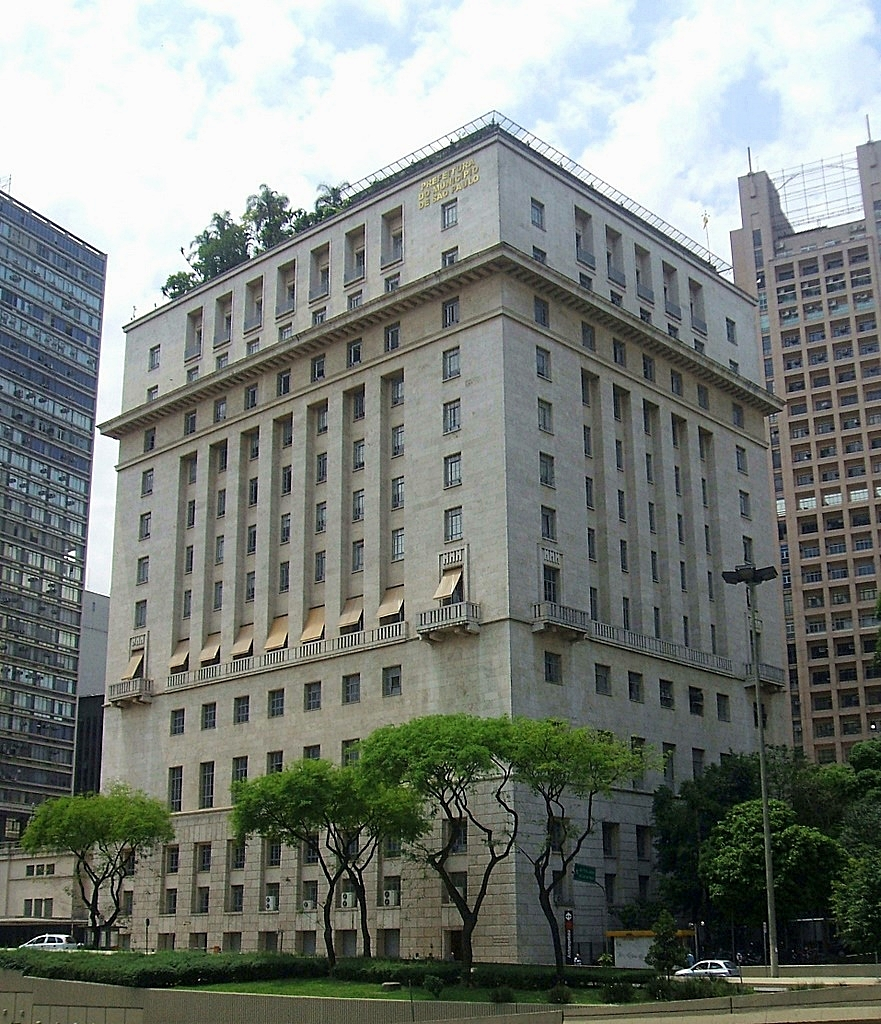
Palácio do Anhangabaú, sede da prefeitura de São Paulo.

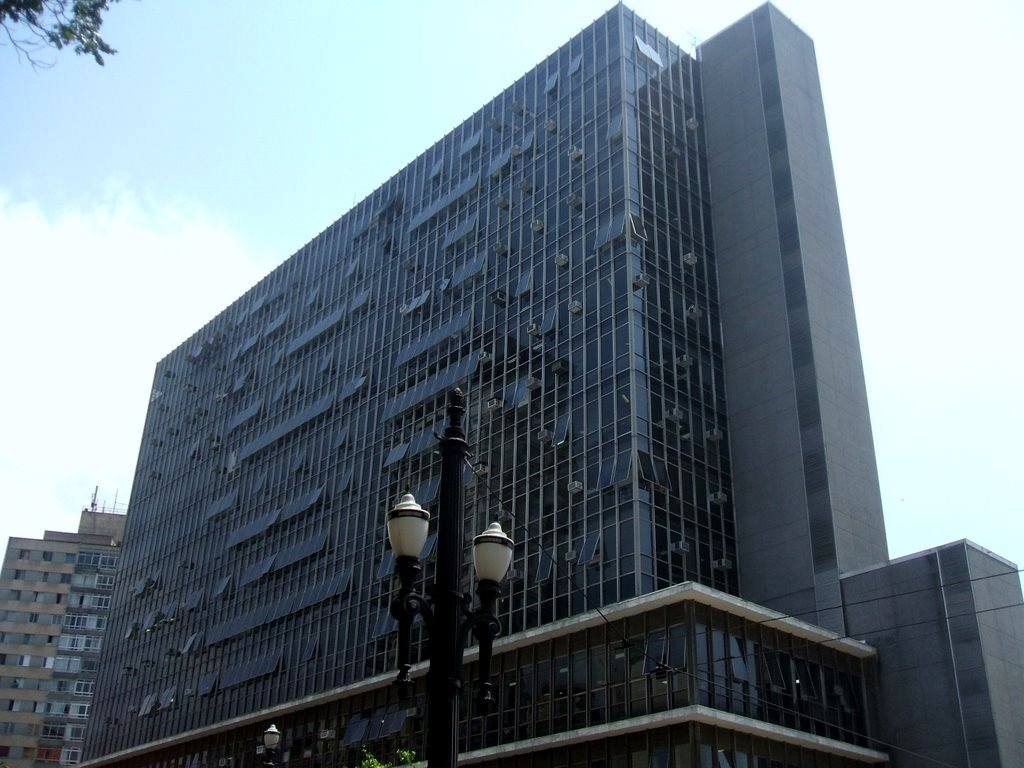
Palácio Anchieta, sede da Câmara Municipal de São Paulo.

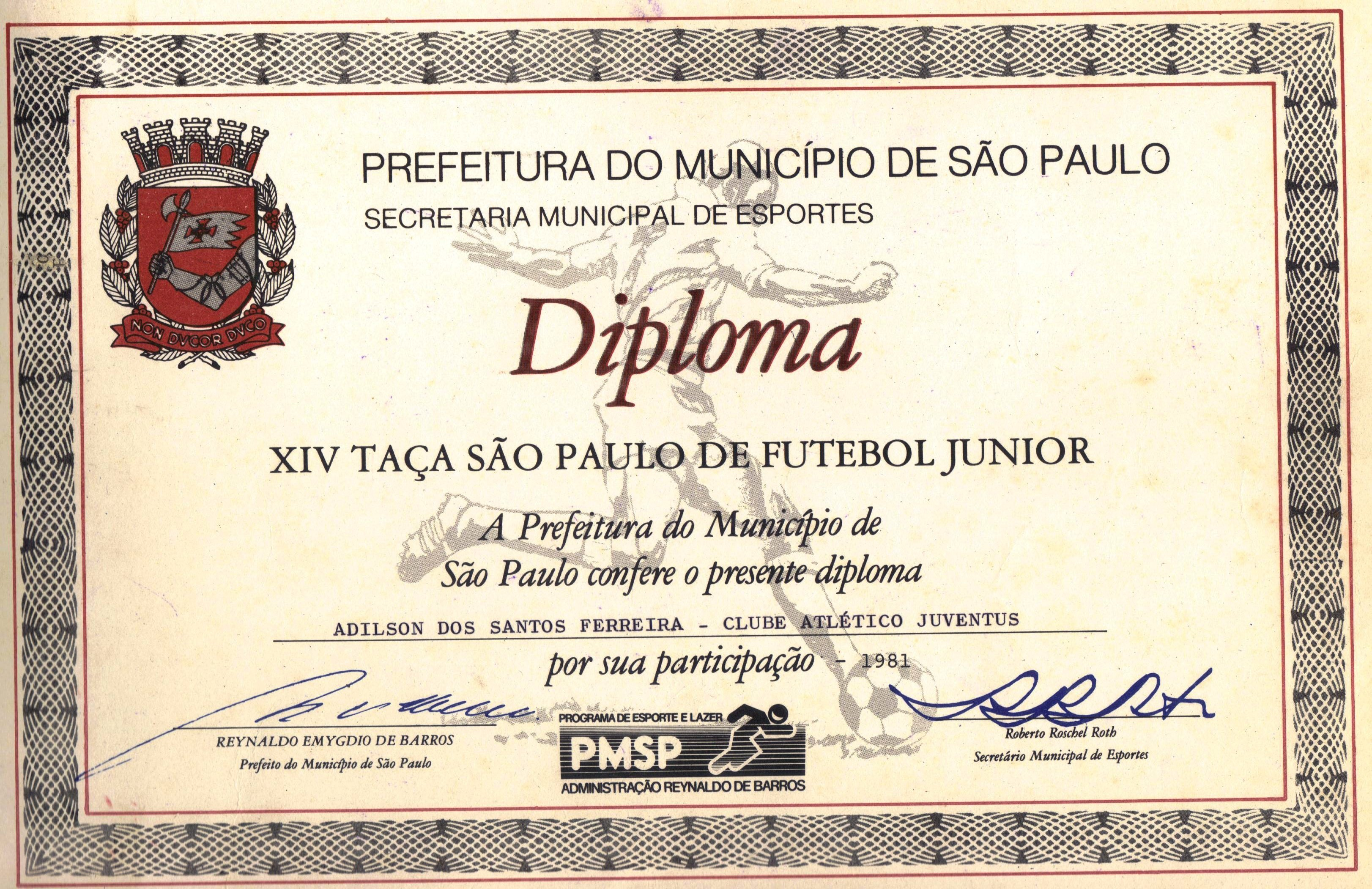
Diploma de participação da Copa São Paulo, entregue pela prefeitura de São Paulo, 1981.

O Poder Executivo do município de São Paulo é representado pelo Prefeito e seu Gabinete de Secretários, seguindo o modelo proposto pela Constituição Federal. A Lei Orgânica do Município e o atual Plano Diretor da cidade, porém, determinam que a administração pública deva garantir à população ferramentas efetivas de manifestação da democracia participativa, o que faz com que a cidade seja dividida em subprefeituras, cada uma delas liderada por um subprefeito, nomeado pelo prefeito. Cada subprefeitura conta com um conselho de representantes da sociedade civil eleito a cada 2 anos.
A prefeitura atualmente é composta por 30 secretarias.

| Secretaria | Secretaria                                                   | Titular                    | Secretaria | Secretaria                                        | Titular                 |
| ---------- | ------------------------------------------------------------ | -------------------------- | ---------- | ------------------------------------------------- | ----------------------- |
| SMADS      | Secretaria Municipal de Assistência e Desenvolvimento Social | Eliana Gomes               | SMT        | Secretaria Municipal de Mobilidade e Trânsito     | Gilmar Miranda          |
| CC         | Secretaria Municipal da Casa Civil                           | Enrico Gomes               | SMSU       | Secretaria Municipal de Segurança Urbana          | Orlando Morando         |
| SECOM      | Secretaria Municipal de Comunicação                          | Fábio Portela              | SMPED      | Secretaria Municipal da Pessoa com Deficiência    | Silvia Grecco           |
| SMC        | Secretaria Municipal de Cultura                              | Totó Parente               | SMS        | Secretaria Municipal de Saúde                     | Dr. Luiz Carlos Zamarco |
| SMDET      | Secretaria Municipal de Desenvolvimento Econômico e Trabalho | Rodrigo Goulart            | SMJ        | Secretaria Municipal de Justiça                   | Eunice Prudente         |
| SEDP       | Secretaria Municipal de Desestatização e Parcerias           | Luiz Fernando Machado      | SMIT       | Secretaria Municipal de Inovação e Tecnologia     | Milton Vieira           |
| SMDHC      | Secretaria Municipal de Direitos Humanos e Cidadania         | Regina Santana             | SMRI       | Secretaria Municipal de Relações Internacionais   | Angela Gandra           |
| SME        | Secretaria Municipal de Educação                             | Fernando Padula Novaes     | SMSUB      | Secretaria Municipal das Subprefeituras           | Fabricio Cobra          |
| SEME       | Secretaria Municipal de Esportes e Lazer                     | Rogério Lins               | SMTUR      | Secretaria Municipal de Turismo                   | Rui Alves               |
| SF         | Secretaria Municipal da Fazenda                              | Luis Felipe Vidal Arellano | SMUL       | Secretaria Municipal de Urbanismo e Licenciamento | Elisabete França        |
| SEGES      | Secretaria Municipal de Gestão                               | Marcela Arruda             | SVMA       | Secretaria Municipal de Verde e Meio Ambiente     | Rodrigo Pimentel        |
| SGM        | Secretaria Municipal de Governo                              | Edson Aparecido dos Santos | CGM        | Controladoria Geral do Município                  | Daniel Falcão           |
| SMH        | Secretaria Municipal de Habitação                            | Sidney Cruz                | PGM        | Procuradoria Geral do Município                   | Luciana Nardi           |
| SIURB      | Secretaria Municipal de Infraestrutura Urbana e Obras        | Marcos Monteiro            |            |                                                   |                         |

Para o ano de 2023 o orçamento previsto no PL 579/2022 foi de R$ 95 822 951 303,00.

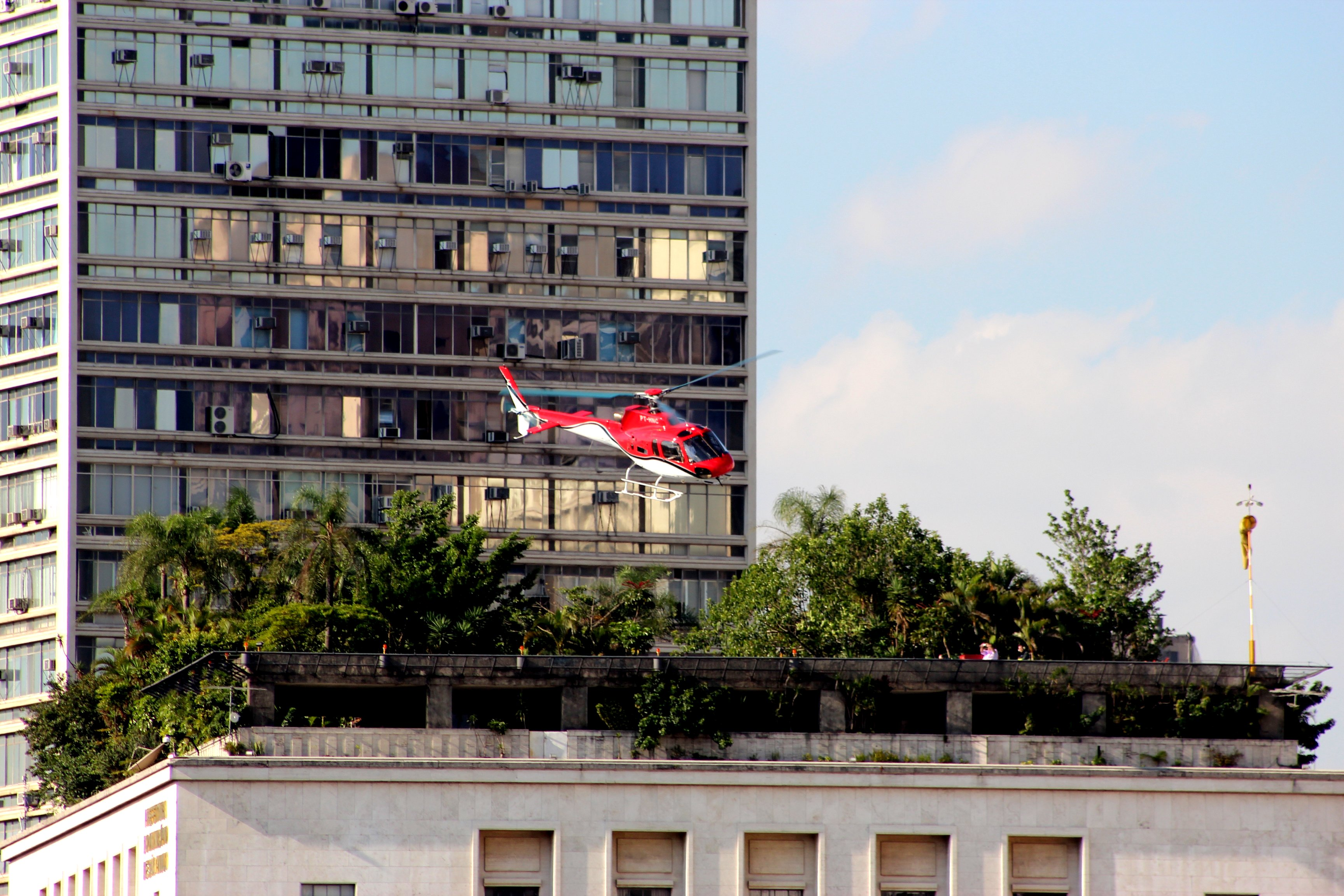
Helicóptero sobre o heliponto da prefeitura de São Paulo.

O Poder Legislativo é representado pela Câmara Municipal, composta por 55 vereadores eleitos para cargos de quatro anos. Cabe à Câmara elaborar e votar leis fundamentais à administração e ao Executivo, especialmente leis relacionadas ao orçamento municipal, como, por exemplo, a Lei de Diretrizes Orçamentárias. Devido ao poder de veto do Prefeito, em períodos de conflito entre o Executivo e o Legislativo, o processo de votação deste tipo de lei costuma gerar bastante polêmica.
Em complementação ao processo legislativo e ao trabalho das secretarias, existem também uma série de conselhos municipais, cada um deles versando sobre temas diferentes, compostos obrigatoriamente por representantes dos vários setores da sociedade civil organizada. A atuação e representatividade efetivas de tais conselhos, porém, são por vezes questionadas. Os seguintes conselhos municipais estão atualmente em atividade: Conselho Municipal da Criança e do Adolescente (CMDCA); da Informática (CMI); dos Deficientes Físicos (CMDP); da Educação (CME); da Habitação (CMH); do Meio Ambiente (CADES); da Saúde (CMS); do Turismo (COMTUR); dos Direitos Humanos (CMDH); da Cultura (CMC); da Assistência Social (COMAS) e das Drogas e Álcool (COMUDA).

## Subprefeituras
São Paulo possui 32 subprefeituras distribuídas pela cidade. Desde 2002, com a aprovação da lei 13.399, a maioria dos equipamentos públicos, como clubes da comunidade (antigos Clubes Desportivos Municipais - CDMs) e clubes da cidade foram transferidos para as subprefeituras.
As subprefeituras têm o papel de receber pedidos e reclamações da população, solucionar os problemas apontados; preocupam-se com a educação, saúde e cultura de cada região, tentando sempre promover atividades para a população. Além disso, elas cuidam da manutenção do sistema viário, da rede de drenagem, limpeza urbana, vigilância sanitária e epidemiológica, entre outros papéis. Elas estão vinculadas à administração direta do município por meio da Secretaria Municipal das Subprefeituras (SMSUB).
A administração das subprefeituras de São Paulo se encontrava da seguinte forma em julho de 2025:

| Subprefeitura              | Subprefeito(a)                          | Nomeado por   | No cargo desde          | Ref.          |
| -------------------------- | --------------------------------------- | ------------- | ----------------------- | ------------- |
| Aricanduva/Formosa/Carrão  | Rafael Dirvan Martinez Meira            | Bruno Covas   | 19 de março de 2021     | [ 9 ]         |
| Butantã                    | Gilberto Regueira Alves Laranjeiras     | Ricardo Nunes | 27 de março de 2025     | [ 10 ]        |
| Campo Limpo                | Ricardo Bittar                          | Ricardo Nunes | 3 de janeiro de 2024    | [ 11 ] [ 12 ] |
| Capela do Socorro          | Antonio Aparecido Cardoso               | Ricardo Nunes | 9 de junho de 2025      | [ 13 ] [ 14 ] |
| Casa Verde                 | Eduardo Valentim Fernandes Pereira      | Ricardo Nunes | 30 de janeiro de 2025   | [ 15 ] [ 16 ] |
| Cidade Ademar              | Rogério Balzano                         | Ricardo Nunes | 10 de fevereiro de 2022 | [ 17 ] [ 18 ] |
| Cidade Tiradentes          | Lucas Santos Sorrillo                   | Ricardo Nunes | 29 de outubro de 2024   | [ 19 ]        |
| Ermelino Matarazzo         | Alex Ferreira da Silva                  | Ricardo Nunes | 12 de fevereiro de 2025 | [ 20 ]        |
| Freguesia do Ó/Brasilândia | Ana Paula Calvo Faria                   | Ricardo Nunes | 27 de março de 2025     | [ 21 ]        |
| Guaianases                 | Thiago Della Volpi                      | Bruno Covas   | 19 de março de 2021     | [ 22 ]        |
| Ipiranga                   | Luis Felipe Miyabara                    | Ricardo Nunes | 24 de janeiro de 2025   | [ 23 ]        |
| Itaim Paulista             | Guilherme Bahia Henriques               | Ricardo Nunes | 6 de abril de 2022      | [ 24 ] [ 25 ] |
| Itaquera                   | Rafael Limonta Costa                    | Ricardo Nunes | 22 de agosto de 2023    | [ 26 ] [ 27 ] |
| Jabaquara                  | Roberto Bonilha                         | Ricardo Nunes | 25 de maio de 2022      | [ 28 ] [ 29 ] |
| Jaçanã/Tremembé            | Fabio Polillo                           | Ricardo Nunes | 23 de agosto de 2024    | [ 30 ] [ 31 ] |
| Lapa                       | Coronel Telhada (PP)                    | Ricardo Nunes | 25 de fevereiro de 2025 | [ 32 ]        |
| M'Boi Mirim                | Flavia Aparecida da Silva Santos        | Ricardo Nunes | 25 de fevereiro de 2025 | [ 33 ] [ 34 ] |
| Mooca                      | Marcus Vinicius Valério                 | Ricardo Nunes | 30 de março de 2023     | [ 35 ] [ 36 ] |
| Parelheiros                | Marco Antônio Furchi                    | Bruno Covas   | 17 de junho de 2019     | [ 37 ] [ 38 ] |
| Penha                      | Katia Falcão de Souza                   | Ricardo Nunes | 9 de janeiro de 2025    | [ 39 ]        |
| Perus                      | Luciana Torralles Ferreira              | João Doria    | 27 de junho de 2017     | [ 40 ] [ 41 ] |
| Pinheiros                  | Leonardo Pedrassoli Soares              | Ricardo Nunes | 24 de janeiro de 2025   | [ 42 ]        |
| Pirituba/Jaraguá           | Marcos Zerbini (PSDB)                   | Ricardo Nunes | 29 de março de 2023     | [ 43 ]        |
| Santana/Tucuruvi           | Sidney Doring Guerra                    | Ricardo Nunes | 10 de janeiro de 2024   | [ 44 ] [ 45 ] |
| Santo Amaro                | Silvio Rocha de Oliveira Junior         | Ricardo Nunes | 12 de fevereiro de 2025 | [ 46 ]        |
| São Mateus                 | Oziel Evangelista de Souza              | Ricardo Nunes | 12 de fevereiro de 2025 | [ 47 ]        |
| São Miguel Paulista        | Divaldo Rosa                            | Ricardo Nunes | 24 de janeiro de 2025   | [ 48 ]        |
| Sapopemba                  | Maria Aparecida Conceição Rosa de Souza | Ricardo Nunes | maio de 2025            | [ 49 ]        |
| Sé                         | Marcelo Vieira Salles                   | Ricardo Nunes | 25 de março de 2025     | [ 50 ] [ 51 ] |
| Vila Maria/Vila Guilherme  | Roberto de Godoi Carneiro               | Ricardo Nunes | 13 de abril de 2022     | [ 52 ] [ 53 ] |
| Vila Mariana               | Rafael Francisco Ferraz Minatogawa      | Ricardo Nunes | 24 de janeiro de 2025   | [ 54 ]        |
| Vila Prudente              | Elisete Aparecida Mesquita              | Ricardo Nunes | 11 de setembro de 2024  | [ 55 ]        |

## Administração Indireta
A Prefeitura conta com o auxílio de entidades da administração pública indireta, que possuem personalidade jurídica, autonomia administrativa e financeira, e vinculadas a diferentes secretarias, dependendo de sua área de atuação.
A Prefeitura de São Paulo possui as seguintes Autarquias:
- O Instituto de Previdência Municipal (IPREM) responsável pela administração previdenciária dos servidores efetivos do município.
- O Hospital do Servidor Público Municipal, que oferece serviços de saúde para os servidores ativos e aposentados da Prefeitura, e também para os conselheiros tutelares.
- SP Regula, a agência reguladora que atua com os serviços públicos municipais delegados.

A Prefeitura de São Paulo possui duas Fundações Públicas:
- Fundação Paulistana de Educação, Tecnologia e Cultura que mantém dois equipamentos: o Centro de Formação Cultural Cidade Tiradentes (CFCCT) e a Escola Técnica de Saúde Pública Professor Makiguti – ambos localizados na Cidade Tiradentes.
- Fundação Theatro Municipal de São Paulo (TMSP): Vinculado à Secretaria Municipal de Cultura (SMC). Dentre outras finalidades, cabe à Fundação Theatro Municipal de São Paulo promover, coordenar e executar atividades artísticas, incluídas a formação, a produção, a difusão e o aperfeiçoamento da música, da dança e da ópera, assim como incentivar e promover a educação artística da coletividade no campo específico de suas atividades, inclusive as relativas aos Conjuntos Artísticos, Unidades Educacionais Profissionalizantes e Corpo Técnico.[57]

A Prefeitura do Município de São Paulo possui ainda um ente considerado Serviço Social Autônomo, vinculado à Secretaria de Desenvolvimento Econômico e Trabalho via cooperação, denominado Agência São Paulo de Desenvolvimento – ADESAMPA.
Pertence também à prefeitura (ou é esta sócia majoritária em seus capitais sociais) uma série de empresas responsáveis por aspectos diversos dos serviços públicos e da economia de São Paulo:
- São Paulo Turismo S/A (SPTuris): empresa responsável pela organização de grandes eventos e pela promoção turística da cidade.[58]
- Companhia de Engenharia de Tráfego (CET):  subordinada à Secretaria Municipal de Transportes, é responsável pela fiscalização do trânsito, aplicação de multas (em cooperação com o DETRAN) e manutenção do sistema viário da cidade.[59]
- Companhia Metropolitana de Habitação de São Paulo (COHAB): subordinada à Secretaria de Habitação, é responsável pela implementação de políticas públicas de habitação, especialmente a construção de conjuntos habitacionais.[60]
- Empresa de Tecnologia da Informação e Comunicação do Município de São Paulo (PRODAM): responsável pela infraestrutura eletrônica e informática da prefeitura.[61]
- São Paulo Transportes Sociedade Anônima (SPTrans): responsável pelo funcionamento dos sistemas de transporte público geridos pela prefeitura, como as linhas de ônibus municipais.[62]
- SPCine: Empresa de Cinema e Audiovisual de São Paulo. Atua como um escritório de desenvolvimento, financiamento e implementação de programas e políticas para os setores de cinema, TV, games e novas mídias.
- SP Parcerias: São Paulo Parcerias S/A. sociedade de economia mista integrante da Administração Pública Indireta do Município de São Paulo, vinculada à Secretaria de Governo Municipal (“SGM”) e constituída com o objetivo primordial de estruturar e desenvolver projetos de concessão, privatização e parcerias público-privadas para viabilizar a consecução do Plano Municipal de Desestatização (“PMD”) e do Programa Municipal de Parcerias Público-Privadas.[63]
- SP Obras:  Tem como objetivo executar programas, projetos e obras definidos pela Administração Municipal. Busca equilibrar as demandas de seus clientes com os recursos advindos do Tesouro Municipal, dos financiamentos públicos e das Operações Urbanas. A empresa elabora, ainda, licitações para outros órgãos da Administração Municipal e executa obras, definidas pela Secretaria Municipal de Urbanismo e Licenciamento, nas áreas de abrangência das Operações Urbanas.[64]
- SPDA: Companhia São Paulo de Desenvolvimento e Mobilização de Ativos. A Companhia tem como objeto social auxiliar o Poder Executivo na promoção do desenvolvimento econômico e social da Cidade de São Paulo e na otimização do fluxo de recursos financeiros para o financiamento de projetos prioritários, bem como na administração do pagamento de dívidas do Município, bem como firmar convênios ou contratos com órgãos e entidades da administração pública da União, do Estado e do Município de São Paulo para que realizem investimentos prioritários no Município de São Paulo, em especial nas áreas de saúde, educação, transportes e segurança; emitir e distribuir publicamente quaisquer títulos e/ou valores mobiliários, observadas as normas emanadas da Comissão de Valores Mobiliários – CVM; contrair empréstimos e financiamentos no mercado nacional ou internacional; adquirir, alienar e dar em garantia, inclusive em contratos de parcerias público-privadas, ativos, créditos, títulos e valores mobiliários.[65]
- SP Urbanismo: tem como objetivo fundamental dar suporte e desenvolver as ações governamentais voltadas ao planejamento urbano e à promoção do desenvolvimento urbano do Município de São Paulo, para concretização de planos e projetos da Administração Municipal, por meio da Secretaria Municipal de Desenvolvimento Urbano, compreendendo: a concepção, a estruturação e o acompanhamento da implementação de programas de intervenção físico territoriais de desenvolvimento urbano, a proposição de normas e diretrizes, bem como a implementação de programas e projetos de reordenamento da paisagem urbana, a gestão das operações urbanas existentes e das que vierem a ser aprovadas, elaborando os planos e projetos urbanísticos.[66]
- SP Negócios: São Paulo Negócios: Tem como objetivos identificar e articular oportunidades de investimentos nos setores econômicos definidos como estratégicos pelo Poder Executivo; articular-se com entes públicos e privados, nacionais ou estrangeiros, para a promoção de oportunidades de negócios no Município de São Paulo e de exportações de produtos e serviços das empresas do Município;  articular parcerias institucionais, públicas e privadas, para estimular investimentos no Município de São Paulo; atrair novos investimentos, nacionais ou estrangeiros; estimular a criação de formas de economia solidária, em especial cooperativas, para proporcionar oportunidades de trabalho e renda para a população em situação de rua.[67]

## História recente
Com uma população municipal menor apenas que 4 Estados, não é espantoso que as eleições paulistanas sejam as mais concorridas e que movimentem mais recursos no País. Dois partidos alternaram-se no governo durante a década de 1990 (período imediatamente posterior ao da Ditadura Militar, no qual os prefeitos eram invariavelmente nomeados pelo Executivo Federal), o PT das prefeitas Luiza Erundina (1989 - 1992, hoje no PSOL) e Marta Suplicy (2001 - 2004) e o PP (ex-PPB) de Paulo Maluf (1993 - 1996) e seu afilhado político Celso Pitta (1997 - 2000).
Em 2004, a então prefeita Marta Suplicy (PT) disputou a reeleição contra Erundina, Maluf e o ex-ministro do Planejamento e da Saúde José Serra (PSDB), além de uma série de candidatos menores. José Serra venceu a eleição e passa a ser prefeito da cidade em 1º de janeiro de 2005. Seu mandato se estenderia até 1º de janeiro de 2009, porém renunciou ao cargo no fim de março de 2006 para concorrer ao governo do Estado de São Paulo. Dessa forma, assume o seu vice, Gilberto Kassab, do DEM (ex-PFL), reeleito em 2008. Em 2012, Fernando Haddad do PT, foi eleito no segundo turno.
Em 1 de janeiro de 2017, João Agripino da Costa Doria Junior, mais conhecido como João Doria (PSDB), assumiu a prefeitura. Doria foi eleito no primeiro turno das eleições, com 53,29% dos votos. Em 6 de abril de 2018, Doria renunciou ao cargo para concorrer nas eleições de 2018. Em seu lugar, assumiu o mandato Bruno Covas, também do PSDB. Em 2021, com o falecimento de Bruno Covas, assumiu o seu vice-prefeito, Ricardo Nunes, que comanda a Prefeitura Municipal até a presente data. 